# Megáli Stérna
Megáli Stérna är en ort i Grekland.   Den ligger i prefekturen Nomós Kilkís och regionen Mellersta Makedonien, i den norra delen av landet, 400 km norr om huvudstaden Aten. Megáli Stérna ligger 124 meter över havet och antalet invånare är 491.
Terrängen runt Megáli Stérna är platt åt sydost, men åt nordväst är den kuperad. Terrängen runt Megáli Stérna sluttar söderut. Runt Megáli Stérna är det ganska glesbefolkat, med 42 invånare per kvadratkilometer. Närmaste större samhälle är Kilkis, 16,5 km sydost om Megáli Stérna. Trakten runt Megáli Stérna består till största delen av jordbruksmark.